# علم المعاني (بلاغة)

لوحة معالم البلاغة العربية، تشتمل على مدخل للبلاغة والفصاحة والأساليب، وعلى أقسام البلاغة وعلومها: 1- علم البيان بأدواته 2- علم المعاني بأساليبه: الخبر والإنشاء، والقصر، والفصل والوصل، والإيجاز والمساواة والإطناب. 3- علم البديع.

علم المعاني هو فرعٌ مِن فروعِ علم البلاغة الثلاثة ( المعاني، والبيان، والبديع )
ويختَّصُ بعُنصر المعاني والأفكار، فهو يُرشدُنا إلى اختيار التركيب اللُّغوي المناسِب للموقف، كما يرشدنا إلى جعل الصورة اللفظية أقرب ما تكون دلالةً على الفكرة التي تخطُر في أذهاننا، وهو لا يقتصرُ على البحثِ فِي كُلِّ جُملَةٍ مُفرَدةٍ على حِدَة، ولكِنَّهُ يمد نطاق بحثِهِ إلى علاقة كل جملة بالأخرى، وإلى النص كله بوصفه تعبيراً متصلاً عن موقفٍ واحد، إذ أرشدنا إلى ما يُسمَّى: الإيجَازَ والإطنابَ، والفَصلَ والوَصلَ حسبما يقتضيهِ مَثلُ الاستعارةِ والمَجازِ المُرسَلِ والتَّشبيهِ والكِنايَة. فعلمُ المعاني يُعلِّمُنا كيف نُرَكِّبُ الجُملةَ العربيةَ. لأجلِ إِصَابَةِ الغرضِ المعنوي الذي نريدُ مِن خِلَالِ هذهِ الجُملة، على اختلافِ الظروفِ والأحوال.

## تعريف علم المعاني
إنَّ الكلامَ البليغَ: هو الذي يُصوِّرُه المُتكلِّمُ بصورةٍ تُناسِبُ أحوالَ المُخاطبين، وإذاً لابُدَّ لطالبِ البلاغِة أن يدرس هذه الأحوال، ويَعرفَ ما يجبُ أن يُصَوَّرَ بِهِ كلامهُ في كل حالةٍ، فيجعلُ لِكُلِّ مَقامٍ مقَالاً. إذاً؛ فـعلمُ المعاني: هو عِلمٌ يُعرَفُ بِهِ أحوال اللَّفظِ العربيِّ التي بِها يُطابِقُ مُقتَضى الحال. وهذا التعريفُ منسوبٌ إلى الخَطيبِ القزوينيّ وقد ذكرهُ في كِتابِهِ الإِيضاح، وعلى هَذَا التعريفِ اندرجَ عُلمَاءُ البَلاغَةِ المُتأخِّرينَ. ومَعنَى الحالُ في التعريف: أي الحالُ التي وَقَعَ فيها ذِكرُ هذا الكَلام، والمُقتَضى: ما تَقتَضيهِ هذهِ الحالُ مِن صُوَرٍ مُختَلِفةٍ في الكَلام. ولِكُلِّ مَقامٍ مَقال، وعلم المعاني يهتَمُّ بتوافقِ الكلامِ مع مقامهِ ومُقتَّضَاهُ.
و لَعَلَّ أوَّّل مَن سَمّّى عِلمَ المعاني بهذه التَسميةِ شيخُ البلاغيين: عبد القاهر الجَرَجَانِيّ في كتابِهِ دَلائِلُ الإِعجاز. وقد كان يقصدُ بِكلِمَة المعاني: معاني النَّحو أَوَّلاً وأَخيراً. فقال يَشرَحُ المُرادَ مِن علمِ المعاني: أنه ائتلَافُ الألفاظِ ووضعُهَا في الجُملةِ الموضِعَ الذي يفرضهُ معناه النَّحوِي. وقال في موضعٍ آخر: واعلم أَنَّ ليسَ النَّظمَ إِلَّا أن تَضَعَ كلامكَ المَوضِعَ الذي يقتضيهِ عِلمُ النَّحو، فتعملُ على قوانينِهِ وأُصولِهِ وتعرفُ مَنَاهِجَهُ التي نُهِجَت فلا تَزيغُ عنها، وتحفظَ الرُسُومَ التي رُسِمَت لَك، فلا تَخِلَّ بِشَئٍ منها. وهذا هو السبيل، فلستَ تجدُ شيئاً يَرجِعُ صوابُهُ إن كان صواباً، وخطؤهُ، إن كان خطأً، ويدخلُ تحت هذا الاسم إلا وهو معنىً مِن معاني النَّحو، قد أُصِيبَ بِهِ موضِعُهُ، ووُضِعَ في حَقِّهِ، أو عُومِلَ بِخلافِ هَذِهِ المُعاملةِ، فأُزيلَ عن مَوضِعِه، واستُعمِلَ في غَيرِ ما ينبغي له. ولِتبسيطِ هذا التعريفِ نضرِبُ مَثلاً: فقد نَجِدُ في العربيةِ عَدَدَاً مِن التراكيبِ والجُمَلِ لا يَتَعَدَّى إعرابُها النَّحوي المُبتدأَ والخبر؛ مثل قولنا: أحمدٌ كريمٌ، أحمدٌ الكريم، أحمدٌ هو الكريم. فإذا ما اكتفينا بهذا الإعراب بَدَتْ هَذِهِ الجُمَلُ على قدمِ المساواةِ وكأنَّّ لا فرقَ بينها في المعنى، في حين أَنَّها تختلِفُ في مَدلُولاتِها المَعنويَّةِ اختلافاً كبيراً. هذا الاختلافُ في المعاني من مُهمَّاتِ عِلمِ المعاني. مثالٌ آخر: قد لا ندركُ الفَرقَ المَعنويَّ بينَ قولِنا: أنا ما سَمِعتُ، وما أنا سَمِعتُ، وما سَمِعتُ أنا. لَكِنَّ عِلمَ المعاني هو الذي يُعلِّمُنا هذهِ الفروق، ويقِفُنا على هَذِهِ المعاني المُتباينةِ بين كُلِّ هَذِهِ التراكيب. إذاً فعلمُ المعاني هو رُوحُ النَّحوِ وعِلَّتُهُ، وبيانُ أغراضِهِ وأحوَالِهِ. فهو يُعلِّمُنا متى نجعلُ الجُملةَ خَبَرِيَّةً، ومتى نجعلها إنشائية، ويُبَيِّنُ لنا السَّبَبَ في هَذِهِ وتِلكَ. ويجعلنا نغوص في معاني الجُمَلِ وما يرِدُ فيها من قَصرٍ وفَصلِ و تقديمٍ وتأخيرٍ وغيرِ ذلك.
وقال السَّكَاكِي: ( عِلمُ المَعَانِي: هو تَتَّبُّعُ خَوَاصِ تراكيبِ الكَلَام في الإِفادةِ، ومَا يَتَّصِلُ بِهَا مِن الاستِحسَانِ وغَيرِه، لِيَحتَرِزَ بِالوقوفِ عليها عنِ الخَطَأِ في تطبيقِ الكَلامِ على ما يقضِي الحَالُ ذِكرَه )

وَلَعلَّ مِن هَذَا القَبِيلِ مَا رُوِيَ أَنَّ أعرابيَّاً سَمِعَ قَارِئاً يقرأُ قولُه سُبحَانَه:- -{وَالسَّاْرِقُ وَالسَّارِقَةُ فَاقْطَعُوْاْ أَيْدِيَهُمَاْ جَزَاْءً بِمَا كَسَبَا نَكَاْلَاً مِنَ اللَّهِ وَاللَّهُ -غفور رحيم-}- [المَائِدَة: الآيةُ 38]، فاستَّنكَرَ مِنهُ خِتَامَ الآيةِ بِصِفَةِ الرَّحمةِ والمَغفِرَة، حتَّى تنبَّهَ القارئُ إلى خطئِهِ فأعادَ القراءةَ على الصَّحِيح تالياً: -{ وَالسَّاْرِقُ وَالسَّّارِقَةُ ... واللَّهُ عَزِيْزٌ حَكِيْمٌ}- كَمَا نَزَلَت في كِتَابِ اللَّه، عِندَ ذلكَ قال الأعرابِيُّ الآنَ: استقامَ المَعنَىْ. 

فلا يُسْتَحسَنُ في مَقامِ العُقوَبةِ، وتَهديدِ السَّارقِ بقطعِ يَدِهِ، والأَمر بِذلكَ إِنِْ سَرَقَ إِلَّا أَنْ يُقالَ: ( وَاللَّهُ عَزِيْزٌ حَكِيْمٌ). حيثُ يُوصَفُ الرَّبُّ سُبحَانَهُ بِالعِزَّةِ التِي مِنها أَنْ يَأمُرَ بِمَا يَشَاءُ بِمَن يُخالِفُه، ثُمَّ بالحِكمَةِ التي مِنها ألَّا تزيدَ العُقوبةُ عن مِقدارها أو تَنقُص عنه، بَل تكونُ مُساويَةً للذِنبِ ومُقارِبَةً له.

ومِن هَذَا القَبيلِ ألَّا يَتفاخَرَ إنسانٌ في مَقامِ الاستِجداءِ والسؤال، وألَّا يَمدحَ مَن يشكو إلى مَن هو أكبرُ مِنه، ولا يَضَحكُ فِي مَقامِ التَّعزيةِ، وألَّا يَعبِسَ أو يُقِطِّبَ في خُطبَتِه أو كَلامِه أو شِعرِهِ في مَقامِ التَّهنِئَة.

## موضوعات علم المعاني
وتَتَّبُعُ خَوَاصِ تَراكيبِ الكَلَامِ ومَعرِفَةِ تَفاوتِ المَقامَات، حتى لا يَقَعَ المَرءُ في الخَطَأِ فِي تطبيق الأُولى عَلَى الثَّانيةِ. هو من أغراضِ عِلمِ المَعاني. 

وذلك ـ كما في أبجد العلوم ـ لِأَنَّ للتراكيبِ خَواصاً مناسبةً لها يعرِفُها الأُدباءُ إما بِسليقَتِهِم، أو بِمُمارسَةِ عِلمِ البَلاغَةِ، وتِلكَ الخَواصُ بعضُها ذَوقِيةٌ وبعضُها استِحسَانية، وبعضُها تَوابِعٌ ولَوَازِمٌ لِلمَعانِي الأَصلِية لُزُوماً مُعتَبَراً في عُرفِ البُلغَاء، وإلَّا لَمَا اختَصَّ فِهمُهَا بصاحبِ الفطرةِ السَّليمة، وكذا مَقاماتُ الكلامِ مُتفاوتة، كمَقامِ الشُّكرِ والشِكايةِ، والتَّهنِئَةِ والتَّعزِيَةِ، والجِدِّ والهَزَل، وغَيرِ ذلكَ مِنَ المقامات. فكيفيةُ تطبيقِ الخَواصِ على المَقامَات تُستفادُ مِن عِلمِ المَعانِي. ومَدارهُ على الاستِحساناتِ العُرفِية.
وعليهِ فإنَّ عِلمَ المعانِي يتَضَمَّنُ شَيئينِ اثنين: الأَوَّلُ دراسةُ الكلمةِ المُفرَدةِ في مُختَلَفِ أحوالِها، والثاني مُطابقةُ هَذِهِ الكلِمَةِ مُقتَضَى الحال.
ولِتَسهيلِ دِراسَةِ مَباحثِ هذا العِلم ومَعرِفةِ ما يَتَضمَّنُه، قَسَّمَهُ عُلَماءُ البَلاغَةِ إلى ثَمانيةِ أبحاثٍ هِيَ:
1. أَحوالُ الإِسنادِ الخَبَريّ.
2. الإِنْشَاء.
3. أَحوالُ المُسنَد إِليه.
4. أَحوالُ المُسنَد.
5. أَحوالُ مُتَعلِّقاتِ الفِعل.
6. القَصر.
7. الفَصلُ والوَصل.
8. الإِيجازُ والإِطنابُ والمُساواة.